# Список парков штата в Техасе
Данный список содержит перечень парков штата и других природных зон штата Техас в США, находящихся под юрисдикцией Департамента парков и дикой природы Техаса. Исторические места, которые раньше также находились под управлением этого отдела, теперь управляются Техасской исторической комиссией.
| Содержание: Начало — 0–9 А Б В Г Д Е Ё Ж З И К Л М Н О П Р С Т У Ф Х Ц Ч Ш Щ Э Ю Я |

## А
- Парк Абилин[англ.]
- Парк Атланта[англ.]

## Б
- Парк Балмория[англ.]
- Историческая ферма Баррингтона в Вашингтоне-на-Бразосе[англ.]
- Центр экологического образования Бартон Варнок[англ.]
- Парк Бастроп[англ.]
- Парк Бентсен—Рио-Гранде-Валли[англ.]
- Парк Биг-Бенд-Ранч[англ.]
- Парк Биг-Спринг[англ.]
- Парк Blanco[англ.]
- Парк Бока-Чика[англ.]
- Парк Бонхэм[англ.]
- Парк Бразос-Бенд[англ.]
- Парк Бьюшер[англ.]

## В
- Вашингтон-на-Бразосе
- Парк Виллидж-Крик[англ.]

## Г
- Парк Галвестон-Айленд[англ.]
- Парк Гарнер[англ.]
- Парк Голиад[англ.]
- Парк Гус-Айленд[англ.]
- Природная местность Гавермент-Кэньон[англ.] - Ограниченный доступ ввиду проводящихся улучшений
- Парк Гуадалупе-Ривер[англ.]

## Д
- Парк Дейнжерфилд[англ.]
- Парк Дэвис-Маунтинс[англ.]
- Природная местность Девилз-Ривер[англ.] - Доступ частично ограничен
- Природная местность Девилс-Синкхол[англ.] - Доступ только по отдельному запросу
- Долина динозавров

## И
- Парк Инкс-Лейк[англ.]

## К
- Парк Кэддо-Лейк[англ.]
- Парк Кэпрок-Кэньонс[англ.]
- Парк Клибурн[англ.]
- Парк Колорадо-Бенд[англ.]
- Парк Кикапу-Каверн[англ.] - Доступ частично ограничен
- Историческая местность Крейш-Брюэри[англ.]
- Парк Купер-Лейк[англ.]
- Парк Купер-Брейкс[англ.]

## Л
- Парк Лейк-Эрроухед[англ.]
- Парк Лейк-Боб-Сэндлин[англ.]
- Парк Лейк-Браунвуд[англ.]
- Парк Лейк-Каса-Бланка-Интернейшенал[англ.]
- Парк Лейк-Колорадо-Сити[англ.]
- Парк Лейк-Корпус-Кристи[англ.]
- Парк Лейк-Ливингстон[англ.]
- Парк Лейк-Минерал-Веллс[англ.]
- Парк Лейк-Сомервил[англ.]
- Парк Лейк-Тавакони[англ.]
- Парк Лейк-Тексана[англ.]
- Парк Лейк-Уитни[англ.]
- Историческая местность Липантитлан[англ.]
- Парк Локхарт[англ.]
- Парк Лонгхорн-Каверн[англ.]
- Природная местность Лост-Мейплс[англ.]
- Парк и историческая местность Линдона Джонсона[англ.]

## М
- Парк Мартин-Крик-Лейк[англ.]
- Парк Мартина Дайса-младшего[англ.]
- Парк Матагорда-Айленд[англ.]
- Парк Мак-Кинни-Фоллс[англ.]
- Парк Меридиан[англ.]
- Миссия Нуэстра-Сеньора-дель-Эспиритe-Санто-де-Суньига[англ.]
- Миссия Розарио[англ.]
- Миссия Техас[англ.]
- Парк Монаханс-Сэндхиллс[англ.]
- Историческая местность Монумент-Хилл[англ.]
- Парк Мазер-Нефф[англ.]
- Парк Мустанг-Айленд[англ.]

## О
- Парк Олд-Таннел[англ.]

## П
- Парк Палметто[англ.]
- Парк Пало-Дуро-Кэньон[англ.]
- Парк Педерналес-Фоллс[англ.]
- Маяк Порт-Изабель[англ.]
- Парк Поссум-Кингдом[англ.]
- Парк Пёртис-Крик[англ.]

## Р
- Парк Ray Roberts Lake[англ.]
- Парк Ресака-де-ла-Пальма[англ.]

## С
- Парк Сидар-Хилл[англ.]
- Парк Сан-Анжело[англ.]
- Поле битвы Сан-Хасинто[англ.]
- Парк Си-Рим[англ.]
- Парк Семинол-Кэньон[англ.]
- Парк Саус-Льяно-Ривер[англ.]
- Парк Стефена Остина[англ.]
- Историческая местность Сарагоса-Бёртплейс[англ.]

## Т
- Парк Тайлер[англ.]

## У
- Парк Уолтер-Амфри[англ.]
- Канатная дорога Уайлер[англ.]
- Историческая местность Уэко-Тэнкс[англ.]

## Ф
- Парк Фэирфилд-Лейк[англ.]
- Парк Фалкон[англ.]
- Историческая местность Фэнтроп-Инн[англ.]
- Парк Фот-Богги[англ.]
- Историческая местность Форт-Литон[англ.]
- Парк Форт-Паркер[англ.]
- Парк и историческая местность Форт-Ричарлсон[англ.]
- Парк Фрэнклин-Маунтинс[англ.]

## Х
- Природная местность Хилл-Кантри[англ.]
- Природная местность Хани-Крик[англ.]
- Парк Хантсвил[англ.]

## Ч
- Природная местность Чинати-Маунтинс[англ.] — закрыта для публики
- Парк Чок-Кэньон[англ.]

## Ш
- Парк Шелдон-Лейк[англ.]

## Э
- Парк Эйзенхауэр[англ.]
- Природная местность Энчантед-Рок[англ.]
- Парк Эстеро-Льяно-Гранде[англ.]

## Внешние ссылки
- Список парков штата Техас на сайте Texas Parks & Wildlife Department
- Список всех парков и зон отдыха в Техасе
- Карта парков штата Техас